# Óscar Guardiola-Rivera
Óscar Eduardo Guardiola Rivera (Bogotà, 1969) es un filósofo, jurista y escritor colombiano crítico con la globalización y el colonialismo. Su libro "Si Latinoamérica gobernase el mundo" ganó el Premio Frantz Fanon en 2010. Actualmente es profesor de filosofía política, estudios latinoamericanos y política y derecho internacional en el Birkbeck College, de la Universidad de Londres. 

## Trayectoria
Estudió derecho en la Pontificia Universidad Javeriana. Durante su juventud como estudiante universitario participó de forma activa en la movilización estudiantil denominada "Séptima papeleta" que influyó especialmente en la apertura política, social e institucional a un nuevo proceso constituyente en Colombia (1991). Realizó un doctorado en filosofía en la Universidad de Aberdeen en Escocia y defendió una tesis sobre Marx, la conciencia y los problemas de la ética. Tras el doctorado regresó a Colombia en 1998 con el objetivo de fundar un instituto de estudios sociales. Inicia así su colaboración con el filósofo Santiago Castro-Gómez
Fue profesor de la Facultad de Derecho de la Pontificia Universidad Javeriana de Colombia e investigador titular del Instituto de Estudios Sociales y Culturales Pensar.
También trabajó como asesor del Congreso de Colombia y consultor de Naciones Unidas en América del Sur. En la actualidad es profesor en el Birkbeck College, de la Universidad de Londres. 
En 2010 el Financial Times recomendó su libro What if Latin America Ruled the World? (¿Y si Latinoamérica gobernase el mundo?) como uno de los mejores del género de no-ficción del año. El libro fue galardonado con el Premio Frantz Fanon que compartió con Gabriel García Márquez. En octubre de 2014 The Guardian incluyó a Óscar Guardiola Rivera entre los autores más vendidos del país.
Es colaborador en diversos medios de comunicación entre ellos The Guardian, además de columnista habitual desde 2011 del periódico El Espectador. Ha participado en dos documentales: Poor Us: An Animated History of Poverty (2012) The Secret Philosophy (2010).

## Giro decolonial
La colaboración con el filósofo Santiago Castro-Gómez fue clave para la creación de un nuevo pensamiento crítico que permitiera el desarrollo de la nueva filosofía latinoamericana.
Con Santiago -explica en una entrevista- terminamos acercándonos a lo que luego va a llamarse el Giro decolonial, del cual en últimas somos unos artefactos, no es algo que existiese en la mente de Walter Mignolo o de alguno de ellos, sino que resulta siendo el resultado mismo del trabajo colectivo, sin embargo, había fuentes germinales muy importantes, en mi caso un libro del historiador, filólogo y lingüista llamado Martin Bernal  un libro que curiosamente todos estábamos leyendo sin nunca haber convenido hacerlo, y es un texto acerca de la raíces egipcia de la estructura clásica griega, la llamada Atenea Negra, ese libro fue sin duda una epifanía para algunos de nosotros, y nos obligó a intentar hacer una excavación geológica pero lo menos análoga acerca de las condiciones del pensamiento en América latina, ayudándonos a deshacernos de un montón de prejuicios y mitos que adquieres durante la época de aprendizaje filosófico en la universidades, en particular, aquel que une la filosofía con la civilización, mal llamada occidental.
Eso nos dio una enorme libertad para empezar a pensar sin pedir disculpas, sin necesidad de apoyarnos en éste o aquel pensador europeo como si se tratase de muletas, y una vez libres de las muletas, pudimos caminar, correr, saltar, nadar, tirarnos al agua; y eso hizo que nuestra práctica filosófica en el instituto no fuese la usual en nuestro medio, esa que se limita al simple comentario, sino que empezamos a hacer filosofía y lo que resulta de allí es el Giro Decolonial. A partir de los contactos que ya tenía Santiago, otros que tenía yo, otros que tenía Carmen Milan de Benavides, entramos dentro una red mucho más amplia que empieza a incluir a gente como Michael Hart y Walter Mignolo En la Universidad de Duke, a gente como Lewis Gordon, Nelson Maldonado Torres en Rutgers, que venía de de historia de sistema mundo, que venía de estudiar con Immanuel Wallerstein.

## Publicaciones

### Libros
- La otra guerra, (1999) Bogotá, (coeditor)
- Pensar (en) los intersticios: teoría y práctica de la crítica poscolonial, (1999) Bogotá, coeditor junto con Santiago Castro-Gómez y Carmen Millán de Benavides.
- Being Against the World: Rebellion and Constitution (2008)

- Si Latinoamérica gobernase el mundo (2012)  RBA

- What if Latin America Ruled the World? (2013)

- Story of a Death Foretold: The Coup against Salvador Allende, 11 September 1973 (2013)

- Cómo construir sociedades. Diez cosas que nunca nos dicen sobre la paz y la guerra (2015)[10]

### Artículos
- El Plan Colombia, o de cómo una historia local se convierte en diseño global Archivado el 25 de agosto de 2017 en Wayback Machine. (2001) con Santiago Cástro-Gómez